# Barberaz
Barberaz este o comună în departamentul Savoie din sud-estul Franței. În 2009 avea o populație de 4.635 de locuitori.

## Evoluția populației
| An        | 1975  | 1982  | 1990  | 1999  | 2006  | 2009  |
| --------- | ----- | ----- | ----- | ----- | ----- | ----- |
| Populație | 3.329 | 3.793 | 4.195 | 4.663 | 4.708 | 4.635 |